# Jbel Kissane

El Monte Kissane (Jbel Kissane) es una montaña en el  sureste de  Marruecos, en la región  de Drâa-Tafilalet. Es una montaña característica   localizada en el  Anti-Atlas a lo largo del valle del río Draa.

## Toponimia
La palabra Kissane كيسان significa "vasos" en  árabe y la montaña se llama así porque se considera que se parece a los vasos de té detrás de una tetera al estilo marroquí de servir té

## Geografía
El Monte Kissane es una pequeña cadena montañosa rocosa con una estructura  sinclinal. Tiene una longitud de 14 km y un ancho máximo de aproximadamente 1.8 km. En la cima de la montaña hay dos crestas cortadas por un barranco en el medio. Hay varios picos; la cumbre más alta se encuentra en el extremo occidental de la cordillera, alcanzando los 1485 m.

### Importancia en la región
El Jbel Kissane es una montaña característica cuya forma domina el paisaje oriental de la ciudad de Agdz. Su roca desnuda toma una variedad de tonos pastel como Su bare el rock toma una variedad de pastel con tonos  rosa, salmón y violeta, dependiendo del ángulo del sol y la hora del día. Es también una característica dominante de las vistas panorámicas desde pueblos cercanos como Ouliz, Taliouine, Ait Ali, Tinfoula, Aremd, Tisserghate, Ait el Kharj, Igamodene, Tamnougalt, Talate, Talamzit, Timiderte, Ighrghr y Afra.

## Galería

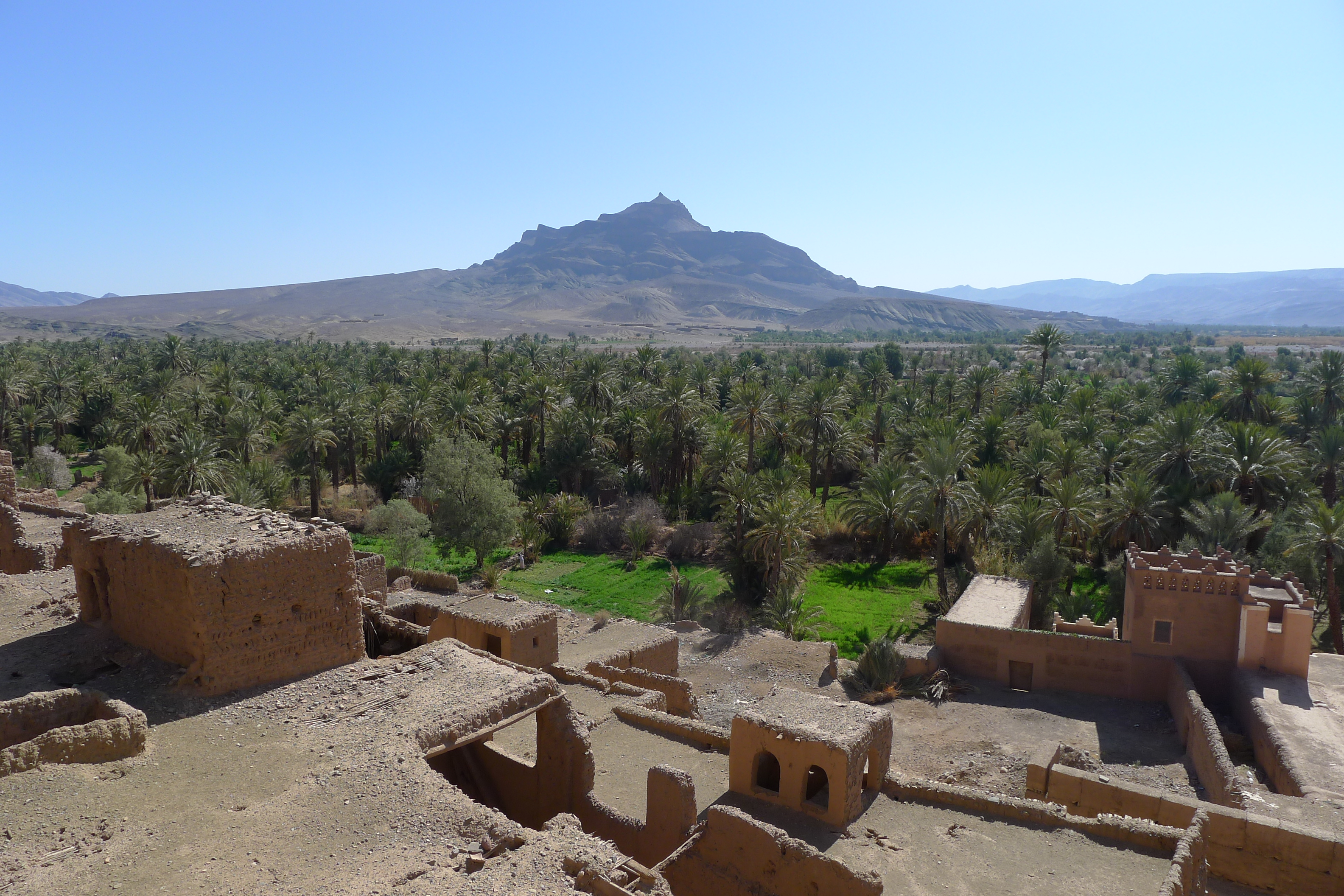
Paisaje con el Jbel Kissane en el fondo
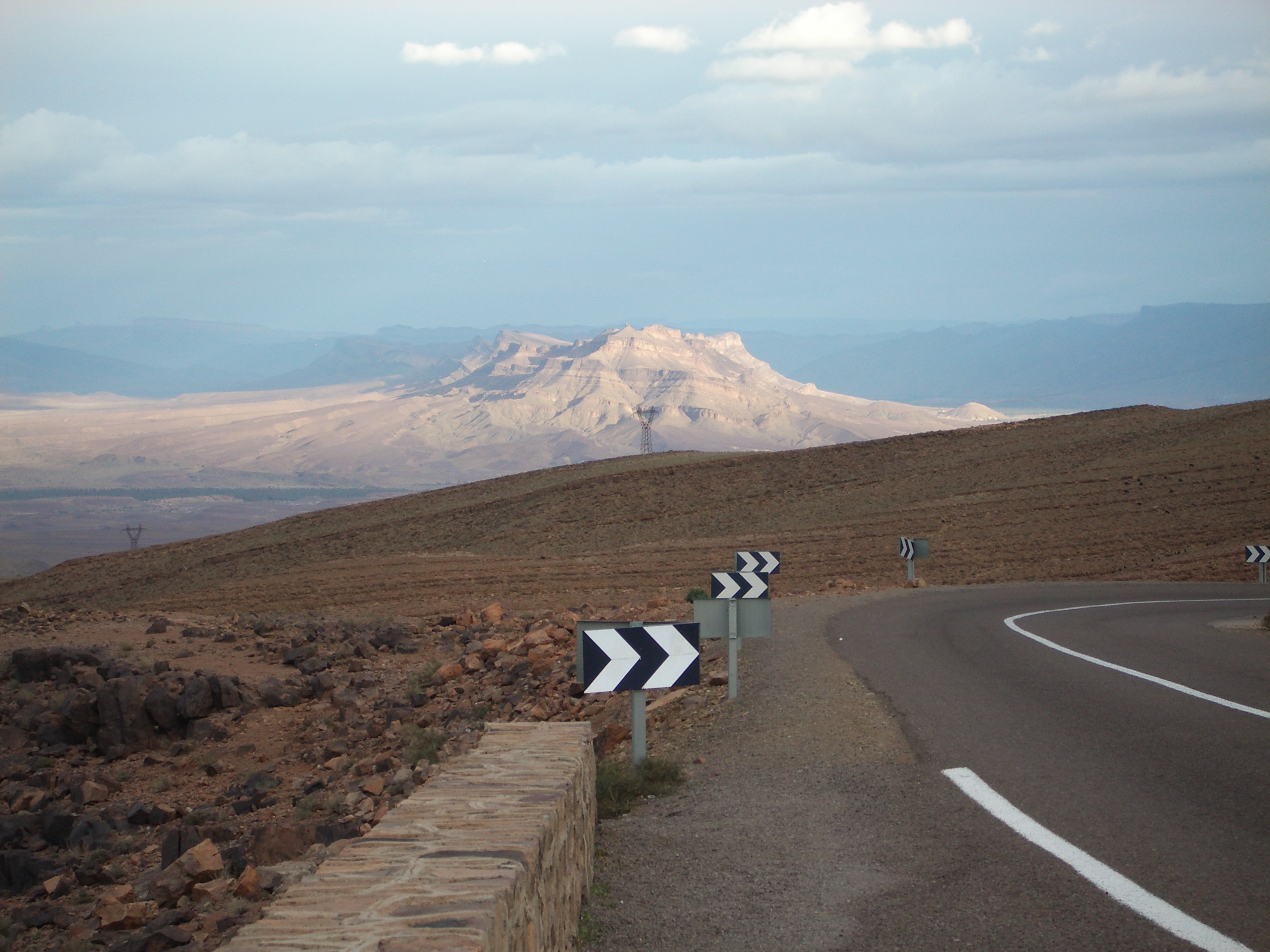
Vista de Jebel Kissane desde la carretera
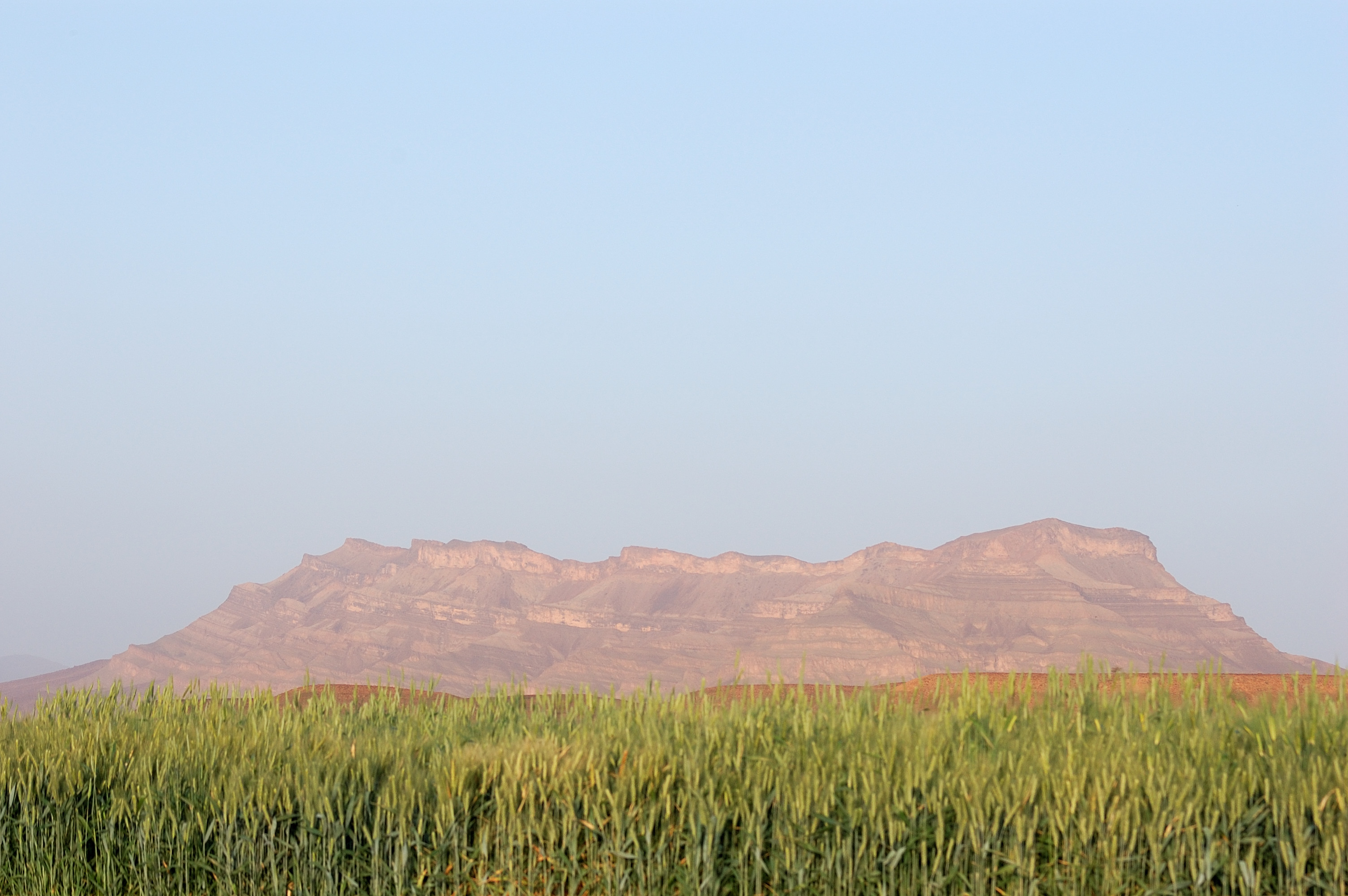
Estructura geológica  de un sinclinal colgado del Jbel Kissane